# Metasynaptops impunvticollis
Metasynaptops impunvticollis is een keversoort uit de familie bladrolkevers (Attelabidae). De wetenschappelijke naam van de soort werd in 1909 gepubliceerd door Arthur Mills Lea.